# Rostoklaty
Rostoklaty (en allemand : Rostoklat) est une commune du district de Kolín, dans la région de Bohême-Centrale, en République tchèque. Sa population s'élevait à 541 habitants en 2020.

## Géographie
Rostoklaty se trouve à 5 km à l'ouest de Český Brod, à 30 km à l'ouest-nord-ouest de Kolín et à 26 km à l'est du centre de Prague.
La commune est limitée au nord par Břežany II et Černíky, à l'est par Český Brod, au sud par Tismice et à l'ouest par Přišimasy et Tuklaty.

## Histoire
La première mention écrite du village date de 1295.

## Galerie

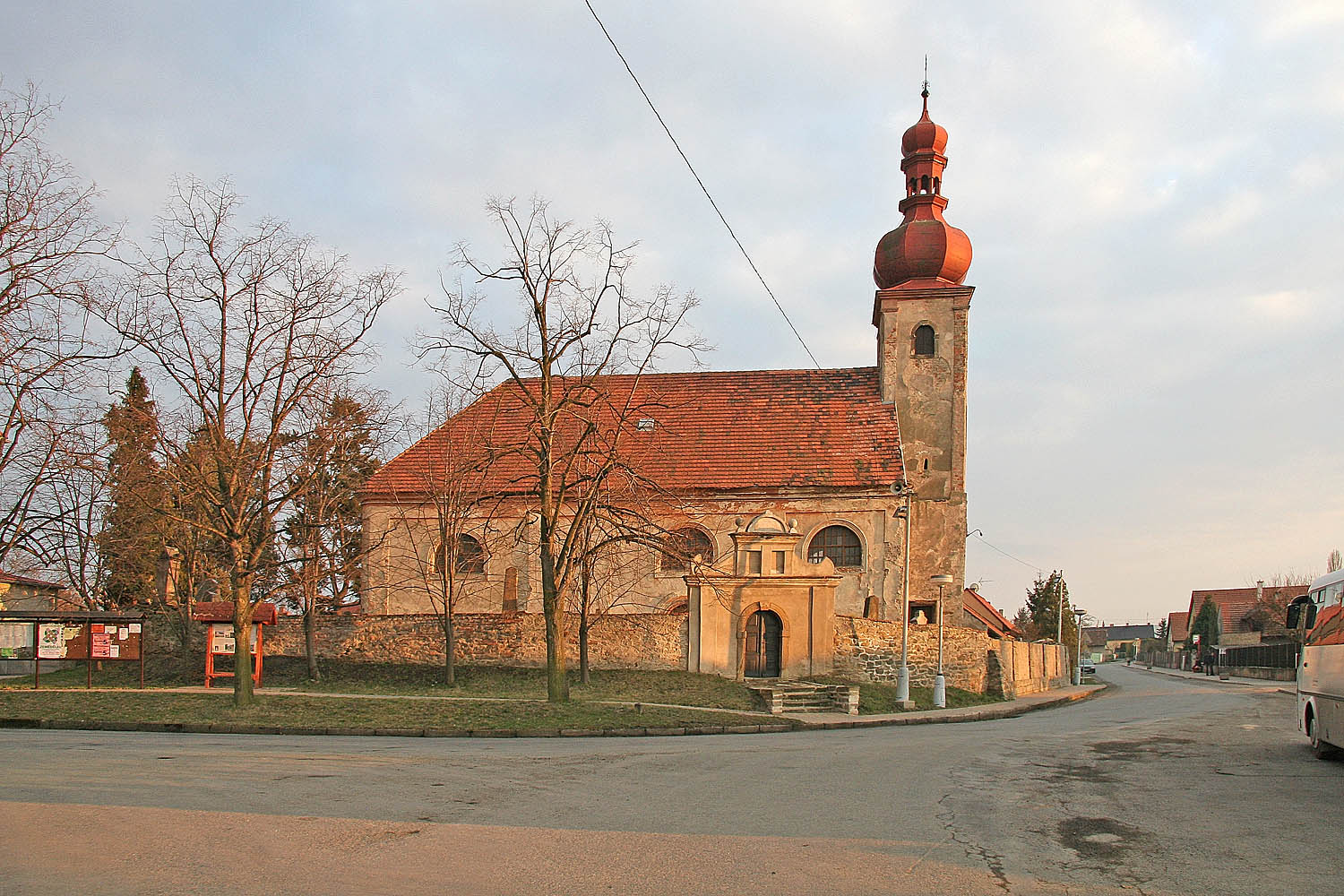
Église Saint-Martin.
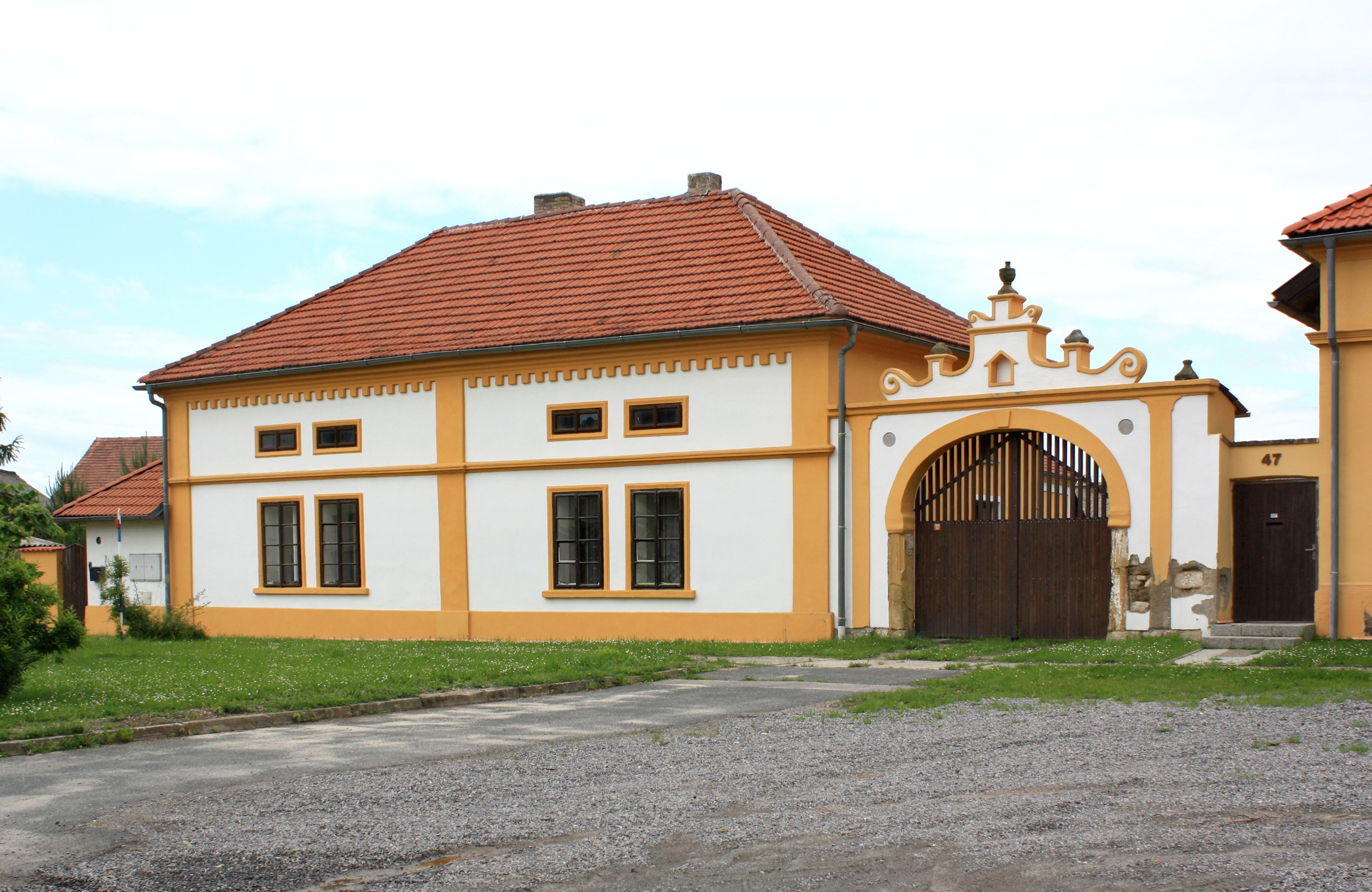
Une vieille ferme.

## Administration
La commune se compose de deux quartiers :
- Nová Ves II
- Rostoklaty